# Леополд Кронекер
Леополд Кронекер (Лигниц, 7. децембар 1823 — Берлин, 29. децембар 1891) био је немачки математичар и логичар који је сматрао да аритметика и анализа морају да буду засноване на „целим бројевима“, тврдећи да је "Бог направио целе бројеве; све остало је дело човека" (Bell 1986, pp. 477). Ово је ставило Кронекера у опозицију неких математичких дела Георга Кантора, Кронекеровог студента (cf. Davis (2000), pp. 59ff). Кронекер је био студент и доживотан пријатељ Енрста Кумера.

## Биографија
Леополд Кронекер је рођен у Лигницу у Пруској (сада Легница, Пољска). Године 1845, Кронекер је написао своју дисертацију на Универзитету у Берлину на тему теорије бројева, посебно формулишући јединице у одређеним пољима алгебарских бројева. Петер Густав Дирихлет му је био наставник.
Пошто је дипломирао, Кронекер је управљао поседом и бизнисом свога ујака, не радећи на математици читавих осам година. У својим мемоарима из 1853. године о решивости алгебарских једначина, Кронекер је продужио рад Евариста Галоа везан за теорију једначина. Прихватио је да буде професор на Универзитету у Берлину 1883. године.
Кронекер је такође допринео концепту непрекидности, реконструишући облик ирационалних бројева у реалним бројевима. У анализи, Кронекер је одбацио дефиницију непрекидне, нигде диференцијабилне функције свог колеге, Карла Вајерштраса. У раду објављеном 1850. године, О решавању опште једначине петог реда, Кронекер је решио квинтну једначину примењујући теорију група.
По Кронекеру су име добили Кронекерова делта, Кронекеров производ, Кронекер-Веберова теорема у теорији бројева, Кронекер-Капелијева теорема у линеарној алгебри и Кронекерова лема.
Конекер је умро 29. децембра 1891. године у Берлину. Сахрањен је на гробљу Светог Матојса Крихофа у Шененбергу у Берлину, близу Густава Кирхофа.